# Project X Zone
Project X Zone (プロジェクト クロスゾーン?, Purojekuto Kurosu Zōn,  "Cross Zone") è un videogioco crossover di strategia e tattica per il Nintendo 3DS sviluppato in collaborazione dalla Banpresto e Monolith Soft e distribuito dalla Namco Bandai. Il gioco è il "seguito" del videogioco del 2005 Namco × Capcom e presenta personaggi dai giochi della Namco Bandai, Capcom e SEGA. È uscito l'11 ottobre 2012 in Giappone, il 25 giugno 2013 in Nord America e il 5 luglio 2013 in Europa.

## Modalità di gioco
Gli stage di Project X Zone avvengono in location a griglia appartenenti ai titoli coinvolti nel crossover. Le unità base che si controlleranno sono formate da due personaggi fissi (dette Pair Unit) a cui si può aggiungere un altro personaggio singolo (detto Solo Unit) per avere del supporto durante i combattimenti.
Il nome del sistema di combattimento è Cross Active Battle System, premendo il tasto A combinandolo con le direzioni del Circle Pad del 3DS si possono fare fino a 5 attacchi diversi. Altri attacchi aggiuntivi sono il Support Attack, che permette al giocatore di chiamare un alleato vicino per aiutare, e il Cross Hit, che blocca l'avversario sul posto mentre riceve attacchi da più unità. Inoltre il giocatore può creare Critical Hits (Colpi critici) combinando il seguente attacco prima che l'avversario colpisca il terreno dopo aver ricevuto il primo.

## Personaggi
Nel gioco sono presenti oltre 200 personaggi.

### Personaggi originali
- Kogoro Tenzai (天斎小吾郎?, Tenzai Kogoro) – Un detective discendente da un clan ninja. Ha una padronanza completa del ninjutsu ed è armato con un Nyoraitou che collega a un'altra lama. La sua voce è quella di Toshihiko Seki.[3]
- Mii Kouryuuji (黄龍寺美依?, Kouryuuji Mii) – Una studentessa liceale con un temperamento focoso e una personalità un po' egocentrica. Sin da piccola si è addestrata con un monaco per imparare a usare una pistola gigante chiamata il "Gioiello del Drago" e la pistola "Pentola Viola". Ha inoltre 2 pistole negli stivali, note come "Tacchi delle Tigri". La sua doppiatrice è Yukari Tamura.[3]
- Dorai Veranos
- Ain Veranos
- Dūwei Frabellum

### Pair Units
Questa è una lista dei personaggi principali nelle Pair Units.
| Nome                                      | Gioco/serie                   | Casa Produttrice | Doppiatore                           |
| ----------------------------------------- | ----------------------------- | ---------------- | ------------------------------------ |
| Kogoro Tenzai & Mii Kouryuuji             | Originale                     | Namco Bandai     | Toshihiko Seki & Yukari Tamura       |
| Chris Redfield & Jill Valentine           | Resident Evil                 | Capcom           | Hiroki Tōchi & Atsuko Yuya           |
| Dante & Demitri Maximoff                  | Devil May Cry & Darkstalkers  | Capcom           | Toshiyuki Morikawa & Nobuyuki Hiyama |
| Ryu & Ken Masters                         | Street Fighter                | Capcom           | Hiroki Takahashi & Yūji Kishi        |
| Chun-Li & Morrigan Aensland               | Street Fighter & Darkstalkers | Capcom           | Fumiko Orikasa & Rie Tanaka          |
| Mega Man X & Zero                         | Mega Man X                    | Capcom           | Takahiro Sakurai & Ryōtarō Okiayu    |
| Frank West & Hsien-Ko                     | Dead Rising & Darkstalkers    | Capcom           | Rikiya Koyama & Saori Hayami         |
| Kurt Irving & Riela Marceris              | Valkyria Chronicles III       | Sega             | Yūichi Nakamura & Aya Endō           |
| Ichiro Ogami & Sakura Shinguji            | Sakura Wars                   | Sega             | Akio Suyama & Chisa Yokoyama         |
| Gemini Sunrise & Erica Fontaine           | Sakura Wars                   | Sega             | Sanae Kobayashi & Noriko Hidaka      |
| Akira Yuki & Pai Chan                     | Virtua Fighter                | Sega             | Shin-ichiro Miki & Minami Takayama   |
| Toma & Cyrille                            | Shining Force EXA             | Sega             | Romi Park & Houko Kuwashima          |
| Zephyr & Leanne                           | Resonance of Fate             | Sega             | Hiro Shimono & Aya Endō              |
| Yuri Lowell & Estellise Sidos Heurassein  | Tales of Vesperia             | Namco Bandai     | Kōsuke Toriumi & Mai Nakahara        |
| Jin Kazama & Ling Xiaoyu                  | Tekken                        | Namco Bandai     | Isshin Chiba & Maaya Sakamoto        |
| Kite & BlackRose                          | .hack                         | Namco Bandai     | Sayaka Aida & Masumi Asano           |
| KOS-MOS & T-elos                          | Xenosaga                      | Namco Bandai     | Mariko Suzuki                        |
| Soma Schicksal & Alisa Ilinichina Amiella | God Eater                     | Namco Bandai     | Kazuya Nakai & Maaya Sakamoto        |
| Haken Browning & Kaguya Nanbu             | Endless Frontier              | Namco Bandai     | Nobuyuki Hiyama & Yukana             |
| Reiji Arisu & Xiaomu                      | Namco × Capcom                | Namco Bandai     | Kazuhiko Inoue & Omi Minami          |

### Solo Units
Ecco una lista delle Solo Units del gioco.
| Name                  | Game/series                              | Company      | Voice actor                      |
| --------------------- | ---------------------------------------- | ------------ | -------------------------------- |
| Lady                  | Devil May Cry                            | Capcom       | Fumiko Orikasa                   |
| Juri Han              | Street Fighter                           | Capcom       | Eri Kitamura                     |
| Tron Bonne & Servbots | Mega Man Legends                         | Capcom       | Mayumi Iizuka & Chisa Yokoyama   |
| Arthur                | Ghosts 'n Goblins                        | Capcom       | Tetsu Inada                      |
| Devilotte             | Cyberbots                                | Capcom       | Etsuko Kozakura                  |
| Batsu Ichimonji       | Rival Schools                            | Capcom       | Nobuyuki Hiyama                  |
| Imca                  | Valkyria Chronicles III                  | Sega         | Masumi Asano                     |
| Ulala                 | Space Channel 5                          | Sega         | Se stessa                        |
| Vashyron              | Resonance of Fate                        | Sega         | Ken Narita                       |
| Bruno Delinger        | Dynamite Deka                            | Sega         | Ben Hiura                        |
| Rikiya Busujima       | Zombie Revenge                           | Sega         | Daisuke Namikawa                 |
| Bahn                  | Fighting Vipers                          | Sega         | Hiroki Takahashi                 |
| Flynn Scifo           | Tales of Vesperia                        | Namco Bandai | Mamoru Miyano                    |
| Alisa Bosconovitch    | Tekken                                   | Namco Bandai | Yuki Matsuoka                    |
| Heihachi Mishima      | Tekken                                   | Namco Bandai | Unshō Ishizuka                   |
| Sanger Zonvolt        | Super Robot Wars: Original Generations   | Namco Bandai | Kenichi Ono                      |
| Lindow Amamiya        | God Eater                                | Namco Bandai | Hiroaki Hirata                   |
| Valkyrie              | Valkyrie no Bōken: Toki no Kagi Densetsu | Namco Bandai | Kikuko Inoue                     |
| Saya                  | Namco × Capcom                           | Namco Bandai | Ai Orikasa                       |
| Neneko/Neito          | Yumeria                                  | Namco Bandai | Tamaki Nakanishi & Mariko Suzuki |

#### Comparse
Personaggi presenti solo in Eventi:
- Iris della serie Mega Man X . Doppiata da Yūko Mizutani.
- Aura dalla serie .hack. Doppiata da Maaya Sakamoto.

Alcune Solo Units evocano altri personaggi con degli attacchi:
- Ulala evoca: Opa-Opa da Fantasy Zone, Harrier da Space Harrier e Scooter da Alien Storm.
- Devilotte evoca: Mobilesuits α & β da Side Arms Hyper Dyne, G. Kaiser da Tech Romancer e Blodia da Cyberbots.

### Rival Units
La seguente è una lista di personaggi non-giocabili che compaiono come nemici principali nel gioco.
| Nome               | Gioco/serie         | Casa Produttrice | Doppiatore         |
| ------------------ | ------------------- | ---------------- | ------------------ |
| Dorai Veranos      | Originale           | Namco Bandai     | Kazuya Tatekabe    |
| Ain Veranos        | Originale           | Namco Bandai     | Toshio Furukawa    |
| Dūwei Frabellum    | Originale           | Namco Bandai     | Megumi Hayashibara |
| Nemesis T-Type     | Resident Evil       | Capcom           | Nessuno            |
| Jedah Dohma        | Darkstalkers        | Capcom           | Isshin Chiba       |
| Lord Raptor        | Darkstalkers        | Capcom           | Yūji Ueda          |
| Q-Bee              | Darkstalkers        | Capcom           | Arisa Nishiguchi   |
| Seth               | Street Fighter      | Capcom           | Akio Ōtsuka        |
| Vile               | Mega Man X          | Capcom           | Hiroshi Shimozaki  |
| Astaroth           | Ghosts 'n Goblins   | Capcom           | Hitoshi Bifu       |
| Shielder           | Ghosts 'n Goblins   | Capcom           | Daisuke Kageura    |
| Selvaria Bles      | Valkyria Chronicles | Sega             | Sayaka Ōhara       |
| Ayame              | Sakura Wars         | Sega             | Ai Orikasa         |
| Ciseaux/Prelude    | Sakura Wars         | Sega             | Wataru Takagi      |
| Dural              | Virtua Fighter      | Sega             | Nessuno            |
| Riemsianne La Vaes | Shining Force EXA   | Sega             | Megumi Toyoguchi   |
| Coco ★ Tapioca     | Space Channel 5     | Sega             | Nessuno            |
| Skeith             | .hack               | Namco Bandai     | Nessuno            |
| Vajra              | God Eater           | Namco Bandai     | Nessuno            |
| Phantom            | Endless Frontier    | Namco Bandai     | Nessuno            |
| Dokugozu           | Namco × Capcom      | Namco Bandai     | Yoichi Nishijima   |
| Dokumezu           | Namco × Capcom      | Namco Bandai     | Tōru Nara          |